# 李基
李基（1904年—1993年），中国人民解放军将领、中国人民解放军开国少将。
曾任中国人民解放军总后勤部营房部副部长。1955年，授予中国人民解放军少将。